# Neso (luna)
Neso (grško Νησώ: Neso ) je Neptunov retrogradni nepravilni satelit.

## Odkritje in imenovanje
Luno Neso sta odkrila Matthew J. Holman, Brett J. Gladman s sodelavci 14. avgusta 2002, pozneje ni bila opažena do leta 2003. 

Dobila je začasno ime S/2002 N 4. 
Uradno ime je dobila 3. februarja 2007 po Nereidi Neso iz grške mitologije. 

## Lastnosti
Luna Neso ima okoli 60 km v premeru (če pri izračunu upoštevamo albedo 0,04), 
okoli Neptuna pa kroži na razdalji okoli 48 Gm. Je od planeta najbolj oddaljena luna v Osončju. Luna Neso je od Neptuna najbolj oddaljena na razdalji okoli 72 Gm, kar je celo več kot je apohelij Merkurja (okoli 70 Gm) 
Ker ima podobno tirnico kot luna Psamata, se predvideva, da imata skupni izvor oziroma, da sta bili del razpadlega večjega nebesnega telesa .